# FIDE Grand Prix der Frauen 2019–2021
Die vierte Austragung des FIDE Grand Prix der Frauen fand coronabedingt über die Jahre 2019 bis 2021 statt. Er bestand aus einer Serie mit vier Schachturnieren. Die zwei Bestplatzierten qualifizierten sich für das Kandidatenturnier der Frauen 2022/23. Den Grand Prix gewann Alexandra Gorjatschkina mit zwei Einzelsiegen und einem geteilten zweiten Platz. Da sie allerdings schon als Verliererin der Schachweltmeisterschaft der Frauen 2020 für das Kandidatenturnier qualifiziert war, rückte Jekaterina Lagno als Drittplatzierte dafür nach. Gesamtzweite wurde K. Humpy.

## Modus

### Spielorte
Gemäß den FIDE-Regularien bestand die Serie aus vier Turnieren. Gespielt wurde in folgenden Städten:
| Turnier | Stadt               | Datum                                               |
| ------- | ------------------- | --------------------------------------------------- |
| 1       | Skolkowo            | 20. Juli – 10. August 2019 11. – 22. September 2019 |
| 2       | Monaco              | 1. – 20. Dezember 2019                              |
| 3       | Lausanne            | 1. – 20. März 2020                                  |
| 4       | Sardinien Gibraltar | 20. Mai – 10. Juni 2020 22. Mai – 2. Juni 2021      |

Ursprünglich sollte das vierte Event in Sardinien ausgetragen werden. Doch aufgrund der COVID-19-Pandemie wurden Termin und Ort verschoben, nach Gibraltar im Januar 2021. Doch auch dieser Termin ließ sich nicht halten, sodass das Turnier schließlich am gleichen Ort im Mai/Juni 2021 gespielt werden konnte.

### Spielerinnen
Es qualifizierten sich zwölf Spielerinnen über ihre durchschnittliche Elo-Zahl, gemittelt aus den Rating-Listen der FIDE von Mai 2018 bis April 2019. Zusätzlich wurde von jedem Turnierausrichter eine weitere Spielerin nominiert, die innerhalb der genannten zwölf Monate mindestens zweimal in den Top 50 der Rating-Liste stehen musste. Jede Spielerin musste dabei in drei der vier Turniere teilnehmen. Die Elo-Zahlen der Reservistinnen ist vom Stand des Beginns des Grand Prix im Juli 2019. Sie konnten keine Plätze für das Kandidatenturnier über den Grand Prix wahrnehmen. Somit ergab sich folgendes Teilnehmerfeld:
| Spielerin               | Qualifikationsweg         | durchschnittliche Elo-Zahl            | Turnier- teilnahmen |
| ----------------------- | ------------------------- | ------------------------------------- | ------------------- |
| Ju Wenjun               | Rangliste                 | 2584{\displaystyle {\tfrac {7}{12}}}  | 1,3,4a              |
| K. Humpy                | Rangliste                 | 2570{\displaystyle {\tfrac {7}{12}}}  | 1,2,4a              |
| Alexandra Gorjatschkina | Rangliste                 | 2565{\displaystyle {\tfrac {11}{12}}} | 1,2,3               |
| Marija Musytschuk       | Rangliste                 | 2553{\displaystyle {\tfrac {5}{12}}}  | 2,3,4               |
| Jekaterina Lagno        | Rangliste                 | 2548{\displaystyle {\tfrac {11}{12}}} | 1,2,4               |
| Anna Musytschuk         | Rangliste                 | 2540{\displaystyle {\tfrac {10}{12}}} | 2,3,4               |
| Nana Dsagnidse          | Rangliste                 | 2510{\displaystyle {\tfrac {4}{12}}}  | 2,3,4               |
| D. Harika               | Rangliste                 | 2506{\displaystyle {\tfrac {1}{12}}}  | 1,2,3               |
| Alexandra Kostenjuk     | Rangliste                 | 2500{\displaystyle {\tfrac {5}{12}}}  | 1,2,3               |
| Alina Kaschlinskaja     | Rangliste                 | 2486{\displaystyle {\tfrac {10}{12}}} | 1,3,4               |
| Zhao Xue                | Rangliste                 | 2485{\displaystyle {\tfrac {4}{12}}}  | 2,3b,4a             |
| Walentina Gunina        | Rangliste                 | 2483{\displaystyle {\tfrac {6}{12}}}  | 1,2,4               |
| Elisabeth Pähtz         | vom Organisator nominiert | 2475{\displaystyle {\tfrac {7}{12}}}  | 1,2,4               |
| Antoaneta Stefanowa     | vom Organisator nominiert | 2473{\displaystyle {\tfrac {10}{12}}} | 1,3,4               |
| Pia Cramling            | vom Organisator nominiert | 2468{\displaystyle {\tfrac {7}{12}}}  | 1,2,3               |
| Marie Sebag             | vom Organisator nominiert | 2448                                  | 1,2,4a              |
| Schansaja Äbdimälik     | Reserve                   | 2458                                  | 3b,4a               |
| Dinara Säduaqassowa     | Reserve                   | 2474                                  | 4a                  |
| Irina Bulmaga           | Reserve                   | 2435                                  | 4a                  |
| Günay Məmmədzadə        | Reserve                   | 2427                                  | 4a                  |

a Aufgrund von Reiserestriktionen sagten K. Humpy, Ju Wenjun, Zhao Xue und Marie Sebag ihre Teilnahme für das Turnier in Gibraltar ab. Für sie wurden Schansaja Äbdimälik, Dinara Saduakassova, Irina Bulmaga und Günay Məmmədzadə nachnominiert. Scheinbar sollte eigentlich Sarasadat Khademalsharieh in Gibraltar spielen. Sie wurde jedoch durch Bulmaga ersetzt.

b Zhao Xue konnte aufgrund von Reiserestriktionen nicht zum Turnier in Lausanne antreten. Sie wurde durch Abdumalik ersetzt.

### Turnierformat und Preisgeld
Jedes Turnier wurde als einfaches Rundenturnier mit 12 Spielerinnen gespielt. Je nach Schlussplatzierung wurden gemäß Punkt 5.9 der Regularien sog. Womens-Grand-Prix-Punkte und Preisgeld nach folgender Verteilung vergeben:
| Platz  | WGP-Punkte | Preisgeld |
| ------ | ---------- | --------- |
| 1.     | 160        | 15.000 €  |
| 2.     | 130        | 12.000 €  |
| 3.     | 110        | 10.000 €  |
| 4.     | 90         | 8.000 €   |
| 5.     | 80         | 6.750 €   |
| 6.     | 70         | 5.750 €   |
| 7.     | 60         | 5.000 €   |
| 8.     | 50         | 4.500 €   |
| 9.     | 40         | 4.000 €   |
| 10.    | 30         | 3.500 €   |
| 11.    | 20         | 3.000 €   |
| 12.    | 10         | 2.500 €   |
| Gesamt | 850        | 80.000 €  |

Preisgeld und WGP-Punkte sollten dabei nach Spielerinnen gleicher Punktzahl geteilt werden.
Nach Abschnitt 5.6.2 der Regularien wurde jede Turnierpartie im klassischen Zeitformat gespielt: 90 Minuten für ersten 40 Züge, gefolgt von zusätzlichen 30 Minuten für den Rest der Partie. Außerdem gab es einen Zeitzuschlag von 30 Sekunden ab Zug 1.
Punkt 5.8.2 der Regularien schreibt als Tie-Break zunächst den direkten Vergleich  der punktgleichen Spielerinnen vor, gefolgt von der größeren Anzahl an gewonnenen Partien und der Wertung nach Sonneborn-Berger.
Im Turnier galt die Sofia-Regel. Das heißt, es war den Spielerinnen verboten, vor dem 30. Zug Remis anzubieten. Einzige Ausnahme bildete eine dreimalige Stellungswiederholung.
Nach Abschluss des Grand Prix wurde ein weiteres Preisgeld nach Gesamtplatzierung vergeben. Auch dieses wurde unter gleichplatzierten Spielerinnen geteilt.
| Platz  | Preisgeld |
| ------ | --------- |
| 1.     | 20.000 €  |
| 2.     | 16.000 €  |
| 3.     | 13.000 €  |
| 4.     | 10.500 €  |
| 5.     | 8.000 €   |
| 6.     | 5.500 €   |
| 7.     | 4.000 €   |
| 8.     | 3.000 €   |
| Gesamt | 80.000 €  |

## Einzelturniere

### Skolkowo
Das erste Turnier der Serie wurde vom 11. bis 22. September im Innovationszentrum Skolkowo in Skolkowo, in der Nähe von Moskau, gespielt. Am 17. September gab es einen Ruhetag. K. Humpy gewann mit 8 Punkten aus 11 Partien.
|    | Spielerin               | Elo-Zahl | 1  | 2  | 3  | 4  | 5  | 6  | 7  | 8  | 9  | 10 | 11 | 12 | Punkte | WGP-Punkte |
| -- | ----------------------- | -------- | -- | -- | -- | -- | -- | -- | -- | -- | -- | -- | -- | -- | ------ | ---------- |
| 1  | K. Humpy                | 2560     | xx | ½  | ½  | ½  | 1  | 1  | ½  | ½  | 1  | 1  | ½  | 1  | 8      | 160        |
| 2  | Ju Wenjun               | 2576     | ½  | xx | ½  | 0  | ½  | 1  | ½  | 1  | 1  | ½  | 1  | 1  | 7½     | 120        |
| 3  | Alexandra Gorjatschkina | 2564     | ½  | ½  | xx | ½  | ½  | ½  | 1  | 1  | ½  | 1  | ½  | 1  | 7½     | 120        |
| 4  | Jekaterina Lagno        | 2545     | ½  | 1  | ½  | xx | ½  | 0  | ½  | ½  | ½  | 1  | ½  | 1  | 6½     | 90         |
| 5  | Elisabeth Pähtz         | 2479     | 0  | ½  | ½  | ½  | xx | 1  | ½  | ½  | 1  | ½  | ½  | ½  | 6      | 75         |
| 6  | Walentina Gunina        | 2502     | 0  | 0  | ½  | 1  | 0  | xx | 1  | 1  | 1  | ½  | ½  | ½  | 6      | 75         |
| 7  | D. Harika               | 2503     | ½  | ½  | 0  | ½  | ½  | 0  | xx | ½  | 0  | ½  | 1  | 1  | 5      | 60         |
| 8  | Alexandra Kostenjuk     | 2495     | ½  | 0  | 0  | ½  | ½  | 0  | ½  | xx | 1  | 0  | ½  | 1  | 4½     | 45         |
| 9  | Alina Kaschlinskaja     | 2487     | 0  | 0  | ½  | ½  | 0  | 0  | 1  | 0  | xx | 1  | ½  | 1  | 4½     | 45         |
| 10 | Antoaneta Stefanowa     | 2491     | 0  | ½  | 0  | 0  | ½  | ½  | ½  | 1  | 0  | xx | ½  | ½  | 4      | 25         |
| 11 | Marie Sebag             | 2450     | ½  | 0  | ½  | ½  | ½  | ½  | 0  | ½  | ½  | ½  | xx | 0  | 4      | 25         |
| 12 | Pia Cramling            | 2487     | 0  | 0  | 0  | 0  | ½  | ½  | 0  | 0  | 0  | ½  | 1  | xx | 2½     | 10         |

### Monaco
Das zweite Event wurde vom 3. bis 14. Dezember 2019 im Yacht Club de Monaco in Monaco ausgetragen, mit einem Pausentag am 9. Dezember. Den ersten Platz mit jeweils 7 Punkten aus 11 Partien sicherten sich Alexandra Kostenjuk, K. Humpy und Alexandra Gorjatschkina, wobei Kostenjuk den besten Tie-Break aufwies.
|    | Spielerin               | Elo-Zahl | 1  | 2  | 3  | 4  | 5  | 6  | 7  | 8  | 9  | 10 | 11 | 12 | Punkte | WGP-Punkte |
| -- | ----------------------- | -------- | -- | -- | -- | -- | -- | -- | -- | -- | -- | -- | -- | -- | ------ | ---------- |
| 1  | Alexandra Kostenjuk     | 2483     | xx | ½  | ½  | ½  | 1  | 1  | ½  | ½  | 1  | 1  | ½  | 1  | 7      | 133⅓       |
| 2  | K. Humpy                | 2574     | ½  | xx | ½  | 0  | ½  | 1  | ½  | 1  | 1  | ½  | 1  | 1  | 7      | 133⅓       |
| 3  | Alexandra Gorjatschkina | 2572     | ½  | ½  | xx | ½  | ½  | ½  | 1  | 1  | ½  | 1  | ½  | 1  | 7      | 133⅓       |
| 4  | Jekaterina Lagno        | 2547     | ½  | 1  | ½  | xx | ½  | 0  | ½  | ½  | ½  | 1  | ½  | 1  | 6½     | 90         |
| 5  | Anna Musytschuk         | 2537     | 0  | ½  | ½  | 1  | xx | ½  | ½  | ½  | 1  | ½  | ½  | ½  | 6      | 80         |
| 6  | D. Harika               | 2518     | 0  | ½  | 0  | ½  | ½  | xx | ½  | 1  | 0  | ½  | 1  | 1  | 5½     | 60         |
| 7  | Pia Cramling            | 2461     | ½  | ½  | 0  | 0  | ½  | ½  | xx | ½  | ½  | ½  | 1  | 1  | 5½     | 60         |
| 8  | Marija Musytschuk       | 2559     | ½  | 0  | ½  | 1  | ½  | 0  | ½  | xx | ½  | ½  | 1  | ½  | 5½     | 60         |
| 9  | Zhao Xue                | 2485     | ½  | 0  | 0  | ½  | 0  | 1  | ½  | ½  | xx | ½  | ½  | 1  | 5      | 35         |
| 10 | Nana Dsagnidse          | 2520     | 0  | ½  | 0  | 0  | ½  | ½  | ½  | ½  | ½  | xx | 1  | 1  | 5      | 35         |
| 11 | Elisabeth Pähtz         | 2475     | 0  | 1  | ½  | ½  | ½  | 0  | 0  | 0  | ½  | 0  | xx | 1  | 4      | 20         |
| 12 | Walentina Gunina        | 2492     | 1  | 0  | 0  | 0  | ½  | 0  | 0  | ½  | 0  | 0  | 0  | xx | 2      | 10         |

### Lausanne
Das dritte Event wurde im Hôtel Mövenpick in Lausanne am Genfer See gespielt, vom 2. bis 13. März 2020, mit einem Ruhetag am 8. März. Den ersten Platz mit 7½ Punkten aus 11 Partien teilten sich Nana Dsagnidse und Alexandra Gorjatschkina, wobei Dsagnidse den besseren Tie-Break mit der größeren Anzahl an Gewinnpartien.
|    | Spielerin               | Elo-Zahl | 1  | 2  | 3  | 4  | 5  | 6  | 7  | 8  | 9  | 10 | 11 | 12 | Punkte | WGP-Punkte |
| -- | ----------------------- | -------- | -- | -- | -- | -- | -- | -- | -- | -- | -- | -- | -- | -- | ------ | ---------- |
| 1  | Nana Dsagnidse          | 2509     | xx | ½  | 1  | ½  | 1  | ½  | 0  | ½  | 1  | ½  | ½  | 1  | 7      | 145        |
| 2  | Alexandra Gorjatschkina | 2579     | ½  | xx | ½  | ½  | ½  | 1  | ½  | ½  | 1  | ½  | 1  | ½  | 7      | 145        |
| 3  | Schansaja Äbdimälik     | 2461     | 0  | ½  | xx | ½  | ½  | 1  | ½  | ½  | ½  | 1  | 1  | ½  | 6½     | 110        |
| 4  | Alina Kaschlinskaja     | 2485     | ½  | ½  | ½  | xx | ½  | ½  | ½  | ½  | 0  | ½  | 1  | 1  | 6      | 85         |
| 5  | Anna Musytschuk         | 2535     | 0  | ½  | ½  | ½  | xx | ½  | ½  | ½  | ½  | ½  | 1  | 1  | 6      | 85         |
| 6  | Antoaneta Stefanowa     | 2453     | ½  | 0  | 0  | ½  | ½  | xx | 1  | 1  | ½  | ½  | ½  | ½  | 5½     | 60         |
| 7  | D. Harika               | 2517     | 1  | ½  | ½  | ½  | ½  | 0  | xx | ½  | 1  | ½  | 0  | ½  | 5½     | 60         |
| 8  | Marija Musytschuk       | 2551     | ½  | ½  | ½  | ½  | ½  | 0  | ½  | xx | ½  | ½  | 1  | ½  | 5½     | 60         |
| 9  | Ju Wenjun               | 2583     | 0  | 0  | ½  | 1  | ½  | ½  | 0  | ½  | xx | ½  | ½  | ½  | 4½     | 35         |
| 10 | Pia Cramling            | 2475     | ½  | ½  | 0  | ½  | ½  | ½  | ½  | ½  | ½  | xx | 0  | ½  | 4½     | 35         |
| 11 | Alexandra Kostenjuk     | 2482     | ½  | 0  | 0  | 0  | 0  | ½  | 1  | 0  | ½  | 1  | xx | ½  | 4      | 15         |
| 12 | Marie Sebag             | 2443     | 0  | ½  | ½  | 0  | 0  | ½  | ½  | ½  | ½  | ½  | ½  | xx | 4      | 15         |

### Gibraltar
Ursprünglich in Sardinien geplant und aufgrund der Coronapandemie mehrfach verschoben, fand das vierte und letzte Turnier der Grand-Prix-Serie vom 22. Mai bis 2. Juni 2021 in Gibraltar statt, mit einem Ruhetag am 28. Mai. Trotz zahlreicher Absagen und Ersetzungen durch Reservespielerinnen war das Rennen um die Spitzenplätze in der Gesamtwertung noch spannend. Den Turniersieg errang Schansaja Äbdimälik aus Kasachstan, die mit 8½ Punkten aus 11 Partien (1½ vor der Zweitplatzierten Marija Musytschuk) mehr Spiele gewann als remisierte (+6 =5 −0).
|    | Spielerin           | Elo-Zahl | 1  | 2  | 3  | 4  | 5  | 6  | 7  | 8  | 9  | 10 | 11 | 12 | Punkte | WGP-Punkte |
| -- | ------------------- | -------- | -- | -- | -- | -- | -- | -- | -- | -- | -- | -- | -- | -- | ------ | ---------- |
| 1  | Schansaja Äbdimälik | 2472     | xx | ½  | ½  | ½  | 1  | 1  | ½  | 1  | 1  | 1  | 1  | ½  | 8½     | 160        |
| 2  | Marija Musytschuk   | 2544     | ½  | xx | 1  | ½  | ½  | ½  | ½  | 0  | ½  | 1  | 1  | 1  | 7      | 130        |
| 3  | Günay Məmmədzadə    | 2443     | ½  | 0  | xx | 1  | ½  | ½  | 0  | 1  | ½  | 1  | ½  | 1  | 6½     | 100        |
| 4  | Jekaterina Lagno    | 2546     | ½  | ½  | 0  | xx | ½  | ½  | ½  | 1  | ½  | 1  | ½  | 1  | 6½     | 100        |
| 5  | Elisabeth Pähtz     | 2456     | 0  | ½  | ½  | ½  | xx | 1  | ½  | 1  | ½  | 0  | ½  | 1  | 6      | 75         |
| 6  | Nana Dsagnidse      | 2453     | 0  | ½  | ½  | ½  | 0  | xx | ½  | ½  | 1  | ½  | 1  | 1  | 6      | 75         |
| 7  | Anna Musytschuk     | 2517     | ½  | ½  | 1  | ½  | ½  | ½  | xx | 0  | ½  | 1  | 0  | ½  | 5½     | 60         |
| 8  | Alina Kaschlinskaja | 2494     | 0  | 1  | 0  | 0  | 0  | ½  | 1  | xx | 1  | 0  | ½  | 1  | 5      | 50         |
| 9  | Antoaneta Stefanowa | 2470     | 0  | ½  | ½  | ½  | ½  | 0  | ½  | 0  | xx | 1  | 1  | 0  | 4½     | 35         |
| 10 | Walentina Gunina    | 2421     | 0  | 0  | 0  | 0  | 1  | ½  | 0  | 1  | 0  | xx | 1  | 1  | 4½     | 35         |
| 11 | Dinara Säduaqassowa | 2500     | 0  | 0  | ½  | ½  | ½  | 0  | 1  | ½  | 0  | 0  | xx | 1  | 4      | 20         |
| 12 | Irina Bulmaga       | 2440     | ½  | 0  | 0  | 0  | 0  | 0  | ½  | 0  | 1  | 0  | 0  | xx | 2      | 10         |

## Gesamtwertung
Da Gorjatschkina bereits als letzte Herausforderin bei der Frauen-Weltmeisterschaft für das nächste Kandidatenturnier qualifiziert, wurde der dritte Platz relevant. Da Nana Dsagnidse ihre Chancen im letzten Event nicht nutzte und auch Marija Musytschuk dort keinen Turniersieg verbuchen konnte, reichte der vierte Platz für Jekaterina Lagno aus, um diesen dritten Platz in der Gesamtwertung zu sichern.
| Platz | Spielerin               | Skolkowo | Monaco | Lausanne | Gibraltar | WGP-Punkte |
| ----- | ----------------------- | -------- | ------ | -------- | --------- | ---------- |
| 1     | Alexandra Gorjatschkina | 120      | 133⅓   | 145      |           | 398⅓       |
| 2     | K. Humpy                | 160      | 133⅓   |          |           | 293⅓       |
| 3     | Jekaterina Lagno        | 90       | 90     |          | 100       | 280        |
| 4     | Schansaja Äbdimälik     |          |        | 110      | 160       | 270        |
| 5     | Nana Dsagnidse          |          | 35     | 145      | 75        | 255        |
| 6     | Marija Musytschuk       |          | 60     | 60       | 130       | 250        |
| 7     | Anna Musytschuk         |          | 80     | 85       | 60        | 225        |
| 8     | Alexandra Kostenjuk     | 45       | 133⅓   | 15       |           | 193⅓       |
| 9     | D. Harika               | 60       | 60     | 60       |           | 180        |
| 9     | Alina Kaschlinskaja     | 45       |        | 85       | 50        | 180        |
| 11    | Elisabeth Pähtz         | 75       | 20     |          | 75        | 170        |
| 12    | Ju Wenjun               | 120      |        | 35       |           | 155        |
| 13    | Walentina Gunina        | 75       | 10     |          | 35        | 120        |
| 13    | Antoaneta Stefanowa     | 25       |        | 60       | 35        | 120        |
| 15    | Pia Cramling            | 10       | 60     | 35       |           | 105        |
| 16    | Günay Məmmədzadə        |          |        |          | 100       | 100        |
| 17    | Marie Sebag             | 25       |        | 15       |           | 40         |
| 18    | Zhao Xue                |          | 35     |          |           | 35         |
| 19    | Dinara Säduaqassowa     |          |        |          | 20        | 20         |
| 20    | Irina Bulmaga           |          |        |          | 10        | 10         |